# Hastingsia gracilis
Hastingsia gracilis är en mossdjursart som först beskrevs av William MacGillivray 1883.  Hastingsia gracilis ingår i släktet Hastingsia och familjen Hastingsiidae. Inga underarter finns listade i Catalogue of Life.